# Goethův památník v Aši
Goethův památník v Aši je jedním z mnoha památníků na světě, které jsou věnovány básníku, spisovateli a politikovi Johannovi Wolfgangovi von Goethe.

## Popis památníku
Samotná socha Goetheho je umístěna na podstavci uprostřed kamenné kašny. Na podstavci se nachází reliéfy, které mají odkazovat na některá Goethova díla. Na druhé straně jsou poté letopočty, mapující zastávky J. W. Goetheho v Aši. Je to jediná socha Goetha v Česku, kde je zobrazen s minerálem v ruce, což má poukazovat na jeho vášeň, kterou byla geologie (zajímal se například o nerost egeran, vyskytujícího se nedaleko Aše).

## Historie
Památník byl slavnostně odhalen ke stému výročí úmrtí J. W. Goetheho, 28. srpna 1932 na tehdejším Tržním náměstí (dnes Goethovo náměstí). Socha samotného Goetheho je postavena na podstavci, který je umístěn uprostřed kamenné kašny. Celý monument byl vyroben podle návrhu Johannese Watzala z Teplic. Od instalace památníků v roce 1932 opustila socha místo pouze dvakrát. Poprvé v roce 1974, kdy byla odvezena do sléváren v Krásné a vypískována.
V roce 2008 musel památník ustoupit celkové rekonstrukci silniční infrastruktury Goethova náměstí. Socha i kašna byly při té příležitosti odvezeny do skladů, kde byly za odborného dohledu restaurovány. Při rozebrání kašny došlo k objevu kovové schránky, ve které se nacházela další, utěsněná skleněná schránka. Uvnitř bylo nalezeno několik dobových pohlednic, novin, mincí a dokumentů, pojednávajících o lidech a organizacích, které se v roce 1932 podíleli na sponzorství a výstavbě kašny. Celý nález byl předán do rukou odborníků, a bude se usilovat o jeho záchranu.
Socha i kašna se vrátily na své místo až v roce 2014, během rekonstrukce Goethova náměstí. Z důvodu nedostatku finančních prostředků byl tento projekt od roku 2009 neustále odsouván. Silnice se v okolí změnily, proto památník po svém návratu změnil svou polohu o několik metrů.